# Magne Furuholmen
Magne Furuholmen (Oslo, 1º novembre 1962) è un musicista norvegese noto per essere membro del gruppo a-ha dove suona tastiere, chitarra e compone canzoni.

## Biografia
Figlio di Kåre Furuholmen (trombettista della Bent Solve Orchestra) e Annelise Nøkleby, ha una sorella (Line) e due fratellastri (Thorstien e Trygve) da parte della mamma risposatasi dopo che il padre morì in un incidente aereo. Soprannominato negli anni 80 "Mags" è noto anche come Magne F.
Sposato con la compagna di sempre Heidi Rydjord, ha due figli Thomas Vincent (nato il 20 aprile 1990) e Filip Clements (nato il 2 ottobre 1993).
Persona dalle molteplici capacità, Furuholmen ha al suo attivo non solo il progetto a-ha ma anche una carriera di solista, di pittore e di scultore. Alcuni dei suoi lavori sono stati esposti a Oslo presso il Henie Onstad Kunstsenter e a Londra presso la galleria Paul Stolper.
Nel 2006, Furuholmen si è fatto promotore delle creazioni della collezione New Religion di Damien Hirst in Norvegia.
Nel 2008 fonda con Guy Berryman, Jonas Bjerre, e Martin Terefe il collettivo Apparatjik con i quali si dedica a progetti musicali, video e di arti visive.
Nel 2012 è invitato a partecipare in veste di mentore al programma "The Voice of Norway. Il programma viene vinto da uno dei suoi artisti, Martin Halla. Finito il programma decide di scrivere e produrre per diversi dei suoi ragazzi fra i quali ricordiamo Martin Halla, Marius Beck e Tini.
Nel 2014 Furuholmen acconsente a scrivere le musiche per la colonna sonora del film norvegese "Beatles" della quale è anche curatore e supervisore musicale.

## Discografia

### Album
- 1980 Fakkeltog come Bridges

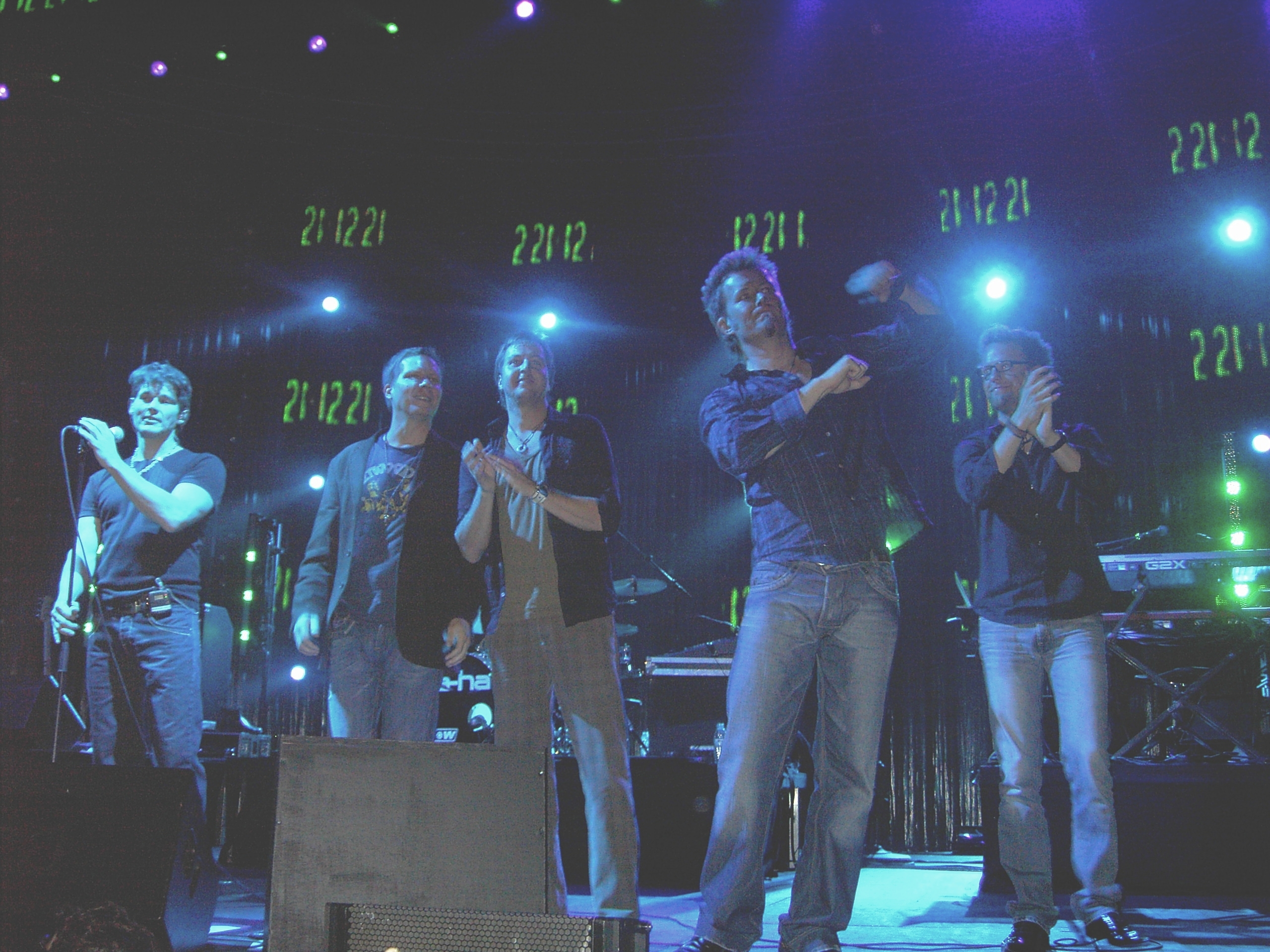
a-ha e musicisti di supporto: Magne Furuholmen è il secondo da destra

- 1981 Våkenatt come Bridges (pubblicato nel 2018)
- 1994 Ti Kniver I Hjertet (Colonna Sonora, insieme a Kjetil Bjerkestrand)
- 1997 Hotel Oslo (Colonna Sonora, come Timbersound)
- 1998 Hermetic (Colonna Sonora del film 1732 Høtten, insieme a Kjetil Bjerkestrand e Freddie Wadling)
- 2004 Past Perfect Future Tense al quale hanno partecipato Guy Berryman e Will Champion di Coldplay, e Andy Dunlop della band scozzese Travis
- 2008 A Dot of Black in the Blue of Your Bliss al quale ha partecipato nuovamente Guy Berryman (Coldplay). L'album viene inizialmente realizzato in edizione limitata in 300 copie su vinile di alta qualità con copertine pitturate a mano e sei tracce. Successivamente pubblicato su regolare CD in versione 9 tracce ufficiali più brano nascosto ed intro.
- 2010 We Are Here come Apparatjik
- 2011 Square Peg in a Round Hole come Apparatjik
- 2014 Beatles (colonna sonora dell'omonimo film norvegese)
- 2019 White Xmas Lies

### Singoli
- 2001 Dragonfly (Maxi singolo, dal film Øyenstikker come Furuholmen / Timbersound)
- 2004 Past Perfect Future Tense (solo promozionale)
- 2005 Kryptonite
- 2005 2cu Shine (disponibile solo da uno specifico negozio online)
- 2005 All The Time (solo promozionale)

## Altri lavori

### Collaborazioni Musicali
- 1980 incide l'album Fakkeltog con i Bridges, gruppo fondato insieme a Paul Waaktaar-Savoy, Øystein Jevanord, Viggo Bondi. Ne vengono stampate solo 1000 copie.
- 2005 Collabora con Yusuf Islam (precedentemente noto come Cat Stevens al singolo digitale Indian Ocean volto a raccogliere fondi per le vittime dello Tsunami del dicembre 2004. In questa registrazione Magne suona il pianoforte.
- 2008 Sotto lo pseudonimo Apparatjik[6].  di collabora con Guy Berryman dei Coldplay, Jonas Bjerre dei Mew ed il produttore svedese Martin Terefe alla sigla della serie Amazon di BBC2. Il brano intitolato Ferreting è presente su un album a scopo umanitario chiamato Songs For Survival[7]
- 2010 Viene pubblicato il primo album degli Apparatjik intitolato We Are Here
- 2012 Viene pubblicato il secondo album degli Apparatjik intitolato Square Peg in a Round Hole
- 2013 Scrive il brano Breathe dei Backstreet Boys insieme a Martin Terefe, Andreas Olsson, AJ McLean, Brian Littrell, Howie Dorough, Nick Whitecross

### Arte e Libri
- 1989 Presso la galleria Solvberget (Stavanger, Norvegia, 13 ottobre) apre Maleri la prima mostra di pittura di Magne
- 1995 La mostra Kutt si tiene presso l'Henie-Onstad-Senter
- 1996 collabora all'album di Jørun Bøgebergs Songs From The Pocket disegnandone la copertina. All'album partecipano diversi artisti fra i quali Morten Harket
- 2001 Il governo norvegese gli commissiona la creazione di un francobollo dedicato a San Valentino. Il bollo è uscito il 7 febbraio in 2 milioni e mezzo di esemplari con valore di NOK 4.50 (numero del bollo: NK 1420, titolo del bollo Ties That Bind)
- 2003 il 19 dicembre viene inaugurata in una piazza di Bergen (Norvegia) una grande giara creata da Magne dalla quale fuoriesce vapore
- 2004 Pubblica il libro Payne's Grey che raccoglie stampe, poesie e fotografie a firma di Magne disponibile anche in edizione limitata insieme all'album Past Perfect Future Tense
- 2007 Presso le gallerie Paul Stolper di Londra e Galleri Trafo di Asker si tiene una nuova mostra di lavori olio su tela denominata Monologues
- 2007 Norsk Hydro, la multinazionale norvegese leader dell'alluminio commissiona a Magne Furuholmen, in occasione della cerimonia dei Nobel del 10 dicembre 2007 un'opera in allumunio usato. Nasce "Climax" una scultura raffigurante un castello di carte in alluminio che simboleggia l'instabilità della situazione ecologica planetaria. L'opera viene presentata al Nobel Peace Center di Oslo.